# Фателевич, Борис Савельевич
Борис Савельевич Фателевич (1904, Ростов-на-Дону — 22 октября 1941, Фатеж, Курская область) — советский театральный деятель, режиссёр.

## Биография
Борис Фателевич родился в 1904 году в Ростове-на-Дону. Работал электросварщиком в Ленинских железнодорожных мастерских. В 1925 году на базе мастерских организовал в Театр рабочей молодёжи (ТРАМ), позднее переименованный в Театр имени Ленинского комсомола, разместившийся в здании старого театра в Нахичевани, районе города Ростова. Первый спектакль нового театра зрители увидели в 1930 году. Фателевич занимал в театре должность художественного руководителя, директором с 1932 года был Д. Л. Мельцер. В настоящее время в том же здании размещается Ростовский областной академический молодёжный театр.
В 1930-е театр Фателевича активно сотрудничал с ростовским драматургом Михаилом Штительманом: в 1939 году в репертуаре появился спектакль «Мальчик из местечка» по «Повести о детстве» Штительмана и Сергея Званцева, а весной 1941 года была поставлена пьеса Штительмана и Григория Каца «Твой добрый друг». Музыку к последнему спектаклю написал Павел Гутин, дирижёр Ростовского симфонического оркестра.
С началом войны лейтенант Фателевич добровольцем ушёл на фронт и в качестве политрука, комиссара роты, был включён в состав 38-го мотоциклетного полка 13 армии. 22 октября (по другим данным — 23 октября) 1941 года он погиб в боях у города Фатеж в Курской области. Похоронен там же.

## Семья
- Жена, Пелагея Ивановна Фателевич[5], актриса Центрального драматического театра Ростова[2].

## Сочинения
- Фателевич Б. С. Столице — столичный ТРАМ // Советское искусство. — 1932. — № 12, 15 мая. — С. 1.
- Фателевич Б. С. Встречи // Маяковский в Ростове. — Ростов, 1940.